# Azeitão
Azeitão (llamada oficialmente União das Freguesias de Azeitão (São Lourenço e São Simão)) es una freguesia portuguesa del municipio de Setúbal, distrito de Setúbal.

## Geografía
En el territorio de la freguesia existen diversas villas, entre las que se destacan, en términos de interés turístico, Villa Nogueira y Villa Fresca.

## Historia
Fue la sede de un municipio disuelto el 24 de octubre de 1855 e integrado en el municipio de Setúbal.
Fue creada como freguesia el 28 de enero de 2013 en aplicación de una resolución de la Asamblea de la República de Portugal promulgada el 16 de enero de 2013 con la unión de las freguesias de São Lourenço y São Simão, pasando su sede a estar situada en la antigua freguesia de São Lourenço.

## Demografía
| Gráfica de evolución demográfica de Azeitão entre 2011 y 2021 |
|                                                               |
| Datos según el nomenclátor publicado por el INE portugués.    |

## Patrimonio
Da su nombre a un queso portugués con DOP: el queijo de Azeitão.